# Соколова, Валентина Степановна (лингвист)
Валенти́на Степа́новна Соколо́ва (11 (24) февраля 1916, Кронштадт — 7 сентября 1993, село Емельяново, Тверская обл.) — советский и российский лингвист-иранист, исследователь языка Авесты.

## Биография
Родилась в крестьянской семье. В 1938 году окончила филологический факультет ЛГУ по специальности «таджикский язык». С 1939 года работала преподавателем на Восточном факультете ЛГУ. Во время эвакуации в 1942—1944 работала преподавателем Сталинабадского пединститута.
12 декабря 1944 года В. С. Соколова защитила кандидатскую диссертацию на тему «Фонетика таджикского языка» (в 1949 издана отдельной монографией под редакцией В. И. Абаева). В 1947 году получила звание доцента. Участница диалектологической экспедиции Института истории, языка и литературы Таджикского филиала АН СССР в Куляб под руководством Ивана Зарубина в 1948-49 годах.
С 1950 года работала старшим научным сотрудником Ленинградского отделения Института языкознания АН СССР (ныне Институт лингвистических исследований РАН).
14 мая 1955 г. ей была присуждена по совокупности трудов ученая степень доктора филологических наук.

## Научная деятельность
Научно-исследовательская деятельность В. С. Соколовой проходила по следующим направлениям:
- экспериментально-фонетические исследования современных иранских языков;
- сбор, обработка и публикация текстов на малоизученных иранских (памирских) языках, проведение диалектологических экспедиций;
- сравнительно-исторические исследования иранских языков, в том числе авестийского языка.

Важное место в её научном наследии занимает труд по Авесте, к созданию которого по плану института она приступила ещё в 1950-е гг. Однако она не успела завершить и опубликовать его в связи с необходимостью подготовки к изданию работ по истории памирских языков. Тем не менее, исследовательская работа В. С. Соколовой в области Авесты является первым опытом такого рода в истории изучения этого памятника древней культуры. Исследованием В. С. Соколовой подтверждается принадлежность языка Авесты к северо-западной группе иранских языков.
В. С. Соколова подготовила много высококвалифицированных специалистов по разным иранским языкам, в том числе из среды народов Таджикистана, включая Памир.